# Манукян, Эдуард Мигранович
Эдуард Мигранович Манукян (25 октября 1913 года, Симферополь, — 27 июля 2010 года, Москва) — конструктор ракетных и космических радиосистем, лауреат Ленинской премии (1957).

## Биография
Родился 25 октября 1913 года в Симферополе. С января 1926 года воспитывался в Москве в детском доме им. III Интернационала.
В 1930 году окончил семилетку, в 1940 — ФЗУ Электрозавода и МИИС по специальности «инженер-электрик по радиосвязи».
В 1940—1950 годах научный сотрудник ВНИИРТ. С 1950 по 1967 год заместитель главного конструктора ракетных и космических радиосистем НИИ приборостроения.
Кандидат (1947), доктор (1958) технических наук. Профессор(1963).
Жена — Ревекка Давыдовна Лейтес, доцент МЭИС (1917- 1985). Дочь — музыкант и композитор Ирина Манукян (1948—2004).
Похоронен в Москве, на Введенском кладбище, участок 23, в родственном  захоронении.

## Награды
Лауреат Ленинской премии 1957 года. Награждён орденами Ленина (1961) и Трудового Красного Знамени (1956).